# 毒草大百科
毒草大百科はデータハウスより刊行されている本。著者は主にアングラ系サブカルチャーで執筆活動を行っているライターの奥井真司。毒草102種、毒キノコ2種のデータを掲載した本格的な毒草の入門書として販売され、2003年には愛蔵版が発売された。

## 構成
- まえがき
- 第一章「人を死に至らしめる植物」
- 第二章「人を狂わせる植物」
- 第三章「人を苦しめる植物」
- 第四章「個性的な毒を持つ植物」
- 第五章「毒草栽培のための知識と設備」
- 第六章「毒草を利用する」
- おわりに

の計八章の項目から成る。

## 解説
第一章～第四章では毒草を四つのカテゴリーに分け、いずれのページにもその毒草の紹介、入手手段、その毒草に
まつわるエピソード、中毒症状と毒の成分がくまなく掲載されている。
第五章では毒草（というより植物全体の）の定義、基礎知識やアルカロイド、配糖体などといった毒草が含有する毒成分を詳しく解説している。
第六章では毒草の（ここでは薬草としての）利用法を列挙している。